# Tal der Sieben Quellen

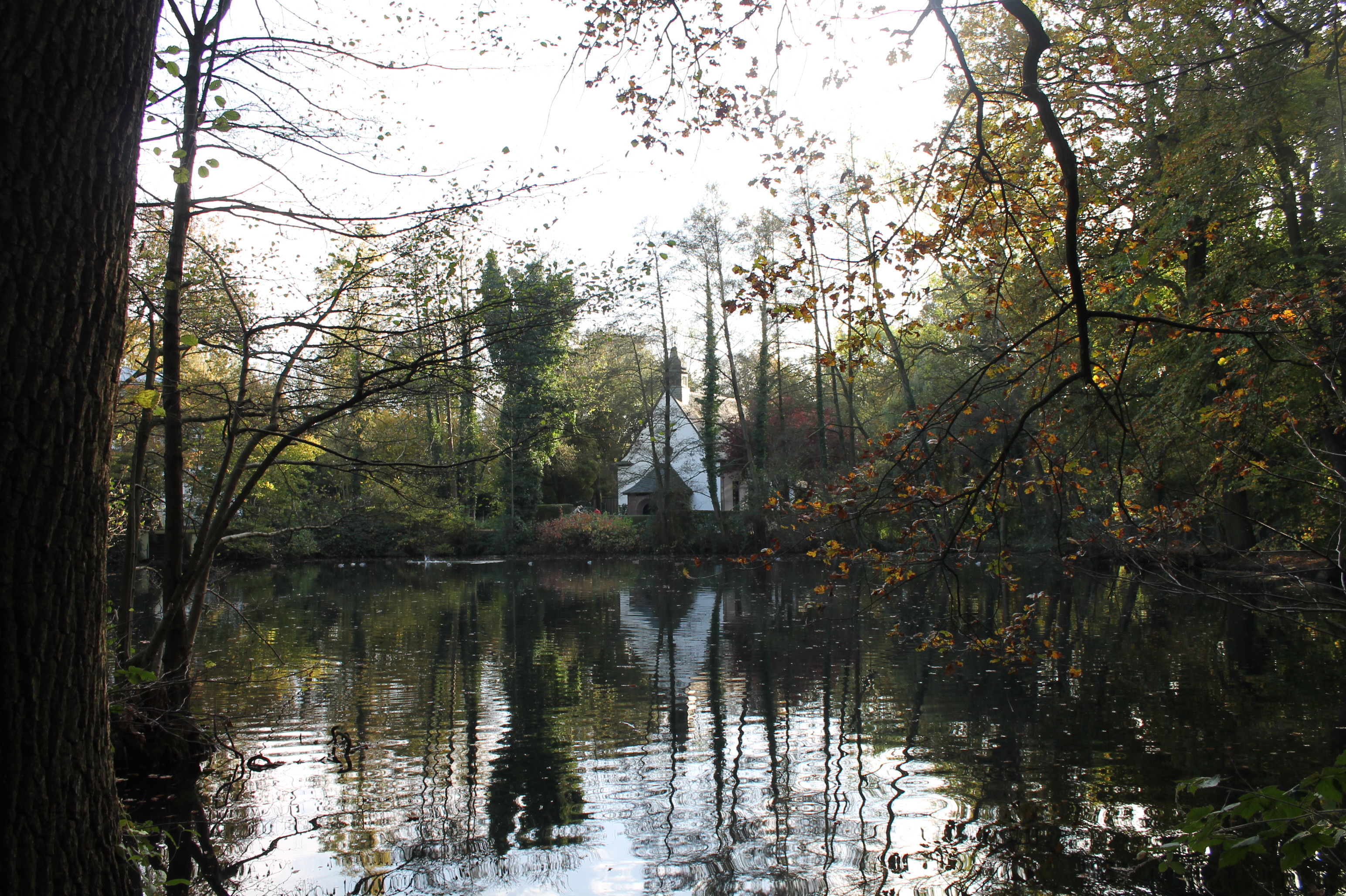
Die Quellen münden in einen Weiher, der als Stauteich für die Paesmühle diente.

Als Tal der Sieben Quellen wird ein Naherholungsgebiet in Straelen in Nordrhein-Westfalen bezeichnet. Es besteht ein dichtes Wegenetz für Fußgänger und Radfahrer.
Die hier in einem Laubwald entspringenden Quellen werden in einem Weiher an der Paesmühle aufgestaut und fließen dann in den Moelenbeek ab. Anders als der Name "Tal der Sieben Quellen" vermuten lässt, wird der Moelenbeek nicht von sieben, sondern von insgesamt neun Quellbornen gespeist. Die Flurnamenforschung erklärt den Namen mit dem Verb siepen-seifen, was so viel wie "ständig nachfließen, tröpfeln" bedeutet und in Flurbezeichnungen häufiger verwendet wird.